# Tolkien Reading Day

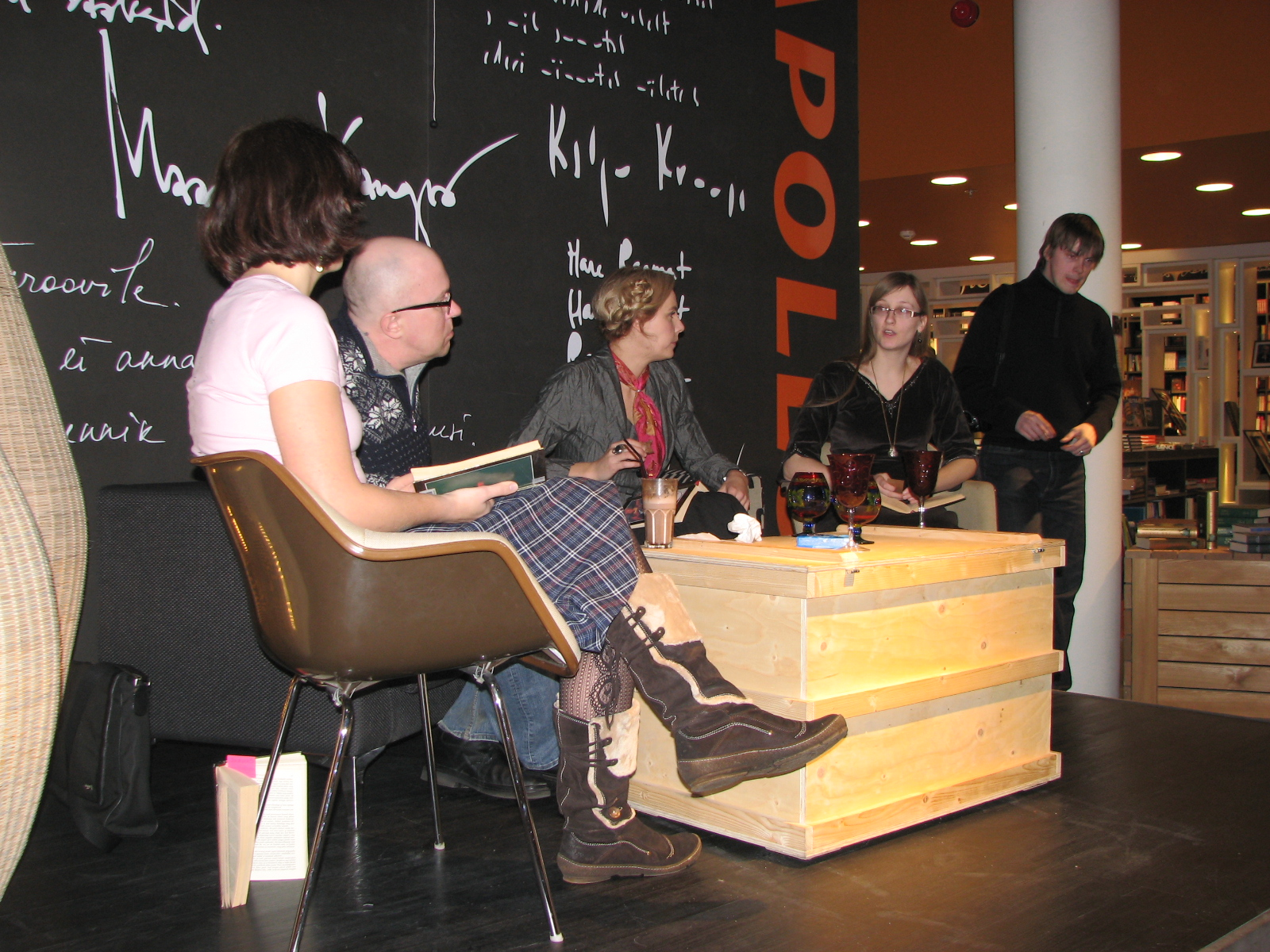
Personas leyendo La historia de Beren y Lúthien durante el Tolkien Reading Day de 2011 en Tallin, Estonia.

Tolkien Reading Day (en español: "Día de leer a Tolkien") es un evento anual promovido por The Tolkien Society desde 2003, el cual ocurre todos los 25 de marzo, fecha en la cual, según el calendario de La Comarca, es destruido el Anillo Único y los ejércitos comandados por los Capitanes del Oeste vencen en la Batalla de Morannon, causando la derrota definitiva de Sauron.

## Objetivo
El objetivo de este día es promover la lectura de las diferentes obras de J. R. R. Tolkien, tanto las que forman parte de su Legendarium como las que no. La Tolkien Society también busca que la obra de Tolkien sea usada con propósitos educativos y en grupos de lectura.